# Lorenzo Frutos
Lorenzo Rodrigo Frutos (Coronel Oviedo, 4 giugno 1989) è un calciatore paraguaiano, attaccante svincolato.

## Carriera
Ha giocato nella massima serie dei campionati paraguaiano, salvadoregno, venezuelano e azero.